# Barri Gaudí (Reus)
El Barri Gaudí és una obra del municipi de Reus (Baix Camp) inclosa en l'Inventari del Patrimoni Arquitectònic de Catalunya.

## Descripció
Situat a l'extrem nord-oest de la ciutat, a la partida de Monterols, més enllà de l'estació dels Directes i al sud del Passeig de la Boca de la Mina, en terrenys de l'antic Mas del Bover. És un conjunt residencial, segona obra a Reus del Patronat Municipal de l'Habitatge. La primera va ser el Barri Fortuny. Es va portar a terme només una fase de les cinc projectades. L'interès del conjunt està en les solucions compositives de volum en tot el sector. Des d'un mòdul bàsic de referència, a partir d'estructura 4'20x4'20 i nucli de serveis fixos, amb dos tipus de superfície es projecten 48 variants d'estatges, passant a l'acurada disposició dels espais públics (porxos, places), en el tipus d'edificació, en la distribució dels habitatges i en la invenció d'elements ornamentals. Es pretén d'aquesta manera facilitar el màxim l'elecció d'un mòdul adequat per part de l'usuari. En conjunt, tot un procés de cerca en el camp de l'arquitectura.
El projecte contemplava una xarxa tridimensional d'habitatges, equipaments i espais públics, que havia d'acollir a 2.000 famílies, i buscava adequar uns espais col·lectius per conformar una ciutat menys individualista i amb sentit de comunitat. Cada habitatge té 65 m2 i una retícula de 3'8x3'8 m de pilars de formigó armat que aguanten l'estructura dels 500 habitatges que finalment es van construir, organitzats en sis blocs que s'identifiquen per colors: el cobalt, el blau, el siena, el groc, el vermell i el verd.

## Història
El Patronat Municipal de l'Habitatge, a inicis dels anys 60, va decidir fer una promoció d'habitatges destinats a la demanda local i a les recents immigracions a la ciutat, i va adjudicar el projecte complet al Taller d'Arquitectura Bofill de Barcelona. Durant els anys 1964-1965 es començà a construir una part del conjunt, projectat inicialment en cinc fases. Van sorgir problemes econòmics amb l'empresa constructora local, i Urbinca va comprar tots els terrenys, i davant d'una certa incomprensió del projecte de Bofill, decideix acabar la construcció i canviar la tipologia edificatòria existent. Es va construir un nou grup d'habitatges socials amb tipologia molt distinta de les construccions veïnes sortides del Taller d'Arquitectura de Bofill. El projecte de Bofill va ser criticat pel seu to esteticista i poc funcional, amb excessos formals, dessolats espais comuns i elements difícils d'explicar a l'interior dels habitatges. La desconnexió, fins i tot física, amb la resta de la ciutat i la manca d'equipaments, van convertir la primera fase construïda del barri en un indret més aviat inhòspit per a la vida de cada dia